# Sirosoma saccula
Sirosoma saccula är en insektsart som beskrevs av Mcatee 1933. Sirosoma saccula ingår i släktet Sirosoma och familjen dvärgstritar. Inga underarter finns listade i Catalogue of Life.